# Bésame mucho

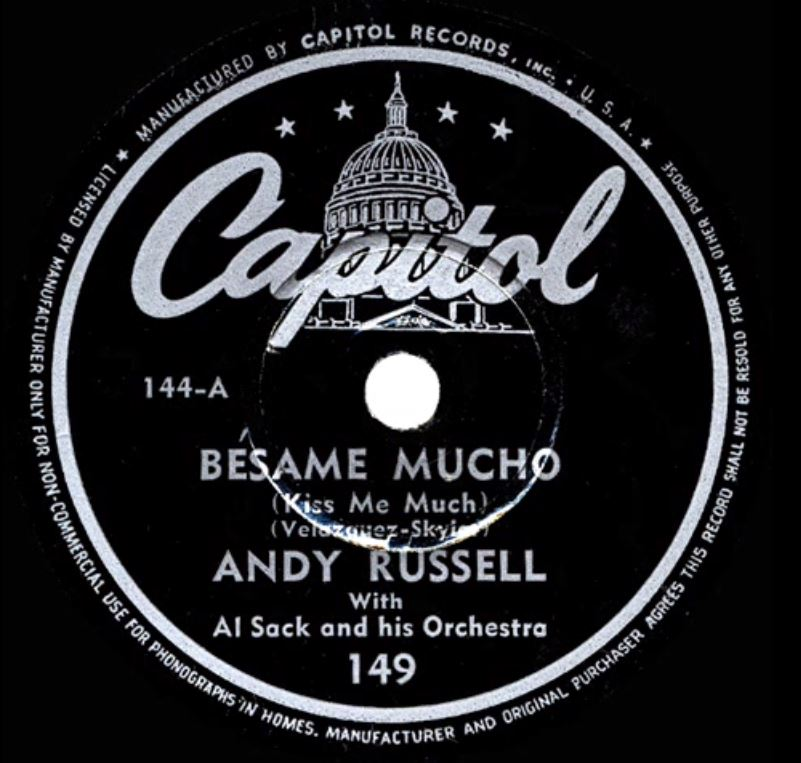
Capitol Records 78rpm platenlabel voor USA Andy Russells Bésame Mucho (1944)

Bésame mucho (Kus me vaak) is een Spaanstalig liedje dat in 1940 of 1941 (de bronnen zijn het daarover niet eens) is geschreven door de Mexicaanse componiste Consuelo Velázquez. Ze liet zich bij het schrijven van het liedje inspireren door het pianostuk Quejas, o La Maja y el ruiseñor (Klachten, of Het meisje en de nachtegaal) uit de cyclus Goyescas van Enrique Granados. Naar eigen zeggen was ze op het moment dat ze het lied schreef nog nooit gekust.
Het lied, een bolero, werd heel populair in de Spaanstalige wereld; in 2001 werd het opgenomen in de Latin Grammy Hall of Fame. In 1944 maakte Sunny Skylar een Engelse vertaling, waarbij de Spaanse titel bleef staan. In deze versie is het nummer onder andere gezongen door The Coasters en The Beatles.

## Spaanstalige versies

### Latino uitvoerders
Lucho Gatica nam het liedje in 1953 op.
- João Gilberto nam het nummer in 1970 op voor zijn lp João Gilberto en Mexico.[4]
- Luis Miguel zette het nummer in 1997 op zijn album Romances.[5] Het kwam het jaar daarop ook uit als single.
- Cesária Évora nam het nummer twee maal op, een keer als ballad (1998)[6] en een keer als dansnummer (2003).[7]
- Alejandro Fernández bracht het nummer in 2002 live op zijn dubbelalbum Un canto de México.[8]
- Tania Maria bracht in 2005 een jazzversie uit op haar album Intimidade.[9]
- Alberto Vázquez zette het op zijn album Quien sera van 2005.[10]
- In 2012 namen Thalía Sodi en Michael Bublé het nummer op voor het album Habítame siempre.[11]
- In 2015 en 2016 trad Juan Diego Flórez vaak op met dit liedje, waarbij hij zichzelf begeleidde op een akoestische gitaar.[12]
- Alicia Villareal, een Mexicaanse zangeres, treedt sinds 2016 met het nummer op.

### Andere uitvoerders
- Frankie Laine zong het nummer deels in het Spaans en deels in het Engels op de lp Foreign Affair van 1958.[13]
- De Italiaanse zangeres Mina zong het nummer voor haar lp Dedicato a mio padre uit 1967.[14]
- In 1975 bracht Raphael het nummer samen met Gina Lollobrigida in een show op de Spaanse zender TVE.[15]
- Marinella zong het nummer in 1999 op haar live-album Me Varka To Tragoudi (Με Βάρκα...Το Τραγούδι).[16]
- Diana Krall zong het nummer (in het Spaans) voor haar album The Look of Love uit 2001.[17]
- In 2006 nam Andrea Bocelli het nummer op voor zijn album Amore.[18]
- Global Kryner zette het nummer op het album Weg uit 2008.[19]
- Harry Connick jr. nam het nummer in 2009 op voor het album Your Songs, en zong het deels in het Spaans, deels in het Engels.[20]
- Het barokensemble L'Arpeggiata onder leiding van Christina Pluhar heeft het lied ook uitgevoerd, onder andere op de cd Los Pájaros Perdidos (2012), met zang van Raquel Andueza.
- Natalie Cole zong het nummer in 2013 samen met Andrea Bocelli in het Spaans voor haar album Natalie Cole en Español.[21]
- Het orkest van André Rieu heeft het nummer op zijn repertoire. Als zangeres treedt de Chileens-Nederlandse sopraan Laura Engel op.[22]

## Engelstalige versies
- Jimmy Dorsey nam het nummer in 1944 op met zijn orkest, met zang van Bob Eberly en Kitty Kallen op het Decca-label (L3214). Het haalde de eerste plaats in de toenmalige Billboard-hitparade (zie Nummer 1-hits in de Billboard Best Sellers Chart in 1944).
- Pedro Infante zong het nummer in het Engels in de film A Toda Máquina van 1951.
- The Coasters brachten het nummer in 1960 uit op single met een saxofoonpartij van King Curtis. Het nummer was opgesplitst in twee stukken. Deel 1 stond op de voorkant en deel 2 op de achterkant.[23] De plaat kwam niet verder dan een 70e plaats in de Billboard Hot 100.
- In 1962 namen The Hi-Lo's het nummer op voor hun lp This Time It's Love.[24]
- In 2010 bracht EMI een cd-box Muziek uit de oorlogsjaren uit, waar een versie van Josephine Baker op staat.[25] Hetzelfde nummer staat op een dubbel-cd van Universal, Nooit meer oorlog.[26]
- Danny Aiello nam het nummer samen met de rapper Hasan op voor het album Bridges.[27]

### Versie van The Beatles
The Beatles kenden de versie van The Coasters en namen dat nummer in 1961 in hun repertoire op. Ze zongen de titel in het Spaans (als Bésami mucho) en de rest in het Engels. Ze speelden het bij hun mislukte auditie bij Decca op 1 januari 1962. De bezetting was:
- Paul McCartney, zang en basgitaar
- John Lennon, achtergrondzang en slaggitaar
- George Harrison, achtergrondzang en sologitaar
- Pete Best, drums

Op 6 juni 1962 nam de groep het nummer opnieuw op, nu voor Parlophone. Paul McCartney kreeg hier als zanger een prominentere rol. Deze auditie leverde een platencontract op, maar was wel de aanleiding tot het vertrek van Pete Best uit de groep.
De versie van 1 januari 1962 is pas in 2013 op een legale plaat verschenen (het album I Saw Her Standing There). Voor die tijd was het nummer alleen op bootlegs verkrijgbaar. De versie van 6 juni 1962 staat op het verzamelalbum Anthology 1. Een liveversie, nu met Ringo Starr als drummer, staat op Live! at the Star-Club in Hamburg, Germany; 1962.

## Anderstalige versies
- De Corsicaanse zanger Tino Rossi nam in 1945 een Franstalige versie op bij Columbia Records (CL 8005).[28]
- In 1948 bracht Lale Andersen het nummer in het Duits uit. Ze had het nummer zelf vertaald onder het pseudoniem Nicola Wilke.[29]
- In 1949 zong Johannes Heesters het lied in een andere Duitse vertaling onder de titel Tausendmal möcht' ich dich küssen.[30] Götz Alsmann nam deze versie opnieuw op voor zijn album Filmreif! van 2001.[31]
- In 1976 nam Dalida een discoversie van het lied in het Frans op. De single bereikte de 27e plaats in de Vlaamse Ultratop 50.[32]
- De Estische zanger Jaak Joala en zijn groep Radar namen het nummer in 1979 op in het Estisch, maar nog steeds met de Spaanse titel.[33]
- In juni 2011 kwam Sam Gooris met een Nederlandstalige versie van het lied op de vierde plaats in de Radio2 Vlaamse Top 10.[34]
- De Amerikaans-Koreaanse zangeres Ailee zong in 2012 een Koreaanse versie van het lied in de tv-show Immortal Songs 2.
- Garry Hagger haalde in 2016 met het lied op een nieuwe Nederlandse tekst de 19e plaats in de Vlaamse Top 50.[35]
- De Franse zangeres Noëmi Waysfeld zong het lied in 2016 grotendeels in het Jiddisch, met het refrein in het Spaans. Het Ensemble Contraste en het Koninklijk Filharmonisch Orkest van Luik namen (deels improviserend) de instrumenten voor hun rekening. De opname verscheen in 2017.

## Instrumentaal
- In 1962 nam Jet Harris een instrumentale versie van het nummer op (maar wel met achtergrondkoor), waarin de basgitaar het solo-instrument is.[36] Het nummer kwam tot 22 in de Britse hitparade.
- In 1963 nam de jazzgitarist Wes Montgomery het nummer op voor zijn lp Boss Guitar.[37]
- In 1973 maakte Apollo 100 een discoversie.
- Herb Alpert nam het liedje meerdere keren op, onder andere voor zijn lp Magic Man van 1981.[38] In 2009 bracht hij samen met zijn vrouw, zangeres Lani Hall, een jazzy versie van het nummer op het album Anything goes.[39]
- In 2006, kort voor zijn overlijden, nam Maynard Ferguson het nummer op voor het album The One and Only Maynard Ferguson.[40]
- Kenny G bracht op 5 februari 2008 zijn negende studio-album Rhythm & Romance uit met hoofdzakelijk Latijns-Amerikaanse muziek, waaronder Bésame mucho, op de saxofoon.[41]

## In films
Het nummer is onder andere te horen in de films Moskou gelooft niet in tranen uit 1979, The Naked Gun 2½: The Smell of Fear uit 1991, Arizona Dream uit 1993, Great Expectations uit 1998, Mona Lisa Smile uit 2003, In Good Company uit 2004, Paid uit 2006 en Juno uit 2007.

## Zelfde naam, ander nummer
Besame mucho van het album Pearls van BZN is een ander nummer. Zo ook het lied met die titel dat Dennie Christian zong in 1976 en 2010 in het Nederlands. In 1976 bereikte hij de 10e plaats en in 2010 de 14e plaats in de Nationale Hitparade. De versie van 1976 werd 4 in de Vlaamse Radio 2 Top 30.